# Монталлегро
Монталлегро (итал. Montallegro) — коммуна в Италии, располагается в регионе Сицилия, подчиняется административному центру Агридженто.
Население составляет 2727 человек, плотность населения составляет 101 чел./км². Занимает площадь 27 км². Почтовый индекс — 92010. Телефонный код — 0922.
Покровителем коммуны почитается святой Леонард Ноблакский. Праздник ежегодно празднуется 6 ноября.